# Gunnlod (Mond)
Gunnlod (auch Saturn LXII) ist einer der kleineren äußeren Monde des Planeten Saturn.

## Entdeckung und Benennung
Gunnlod wurde durch die Astronomen Scott Sheppard und David Jewitt (University of California) sowie Jan Kleyna (University of Hawaiʻi) auf Aufnahmen entdeckt, die vom 12. Dezember 2004 bis zum 22. März 2007 mit dem 8,2-m-Subaru-Teleskop am Mauna-Kea-Observatorium angefertigt wurden. Aus diesem Zeitraum konnten 19 weitere Saturnmonde nachgewiesen werden. Die Entdeckung wurde am 8. Oktober 2019 bekannt gegeben. Als Entdeckungsdatum gilt der Tag der ersten Aufnahme, also der 12. Dezember 2004. Demzufolge erhielt der Mond die vorläufige Bezeichnung S/2004 S 32. Am 10. August 2021 erhielt der Mond die endgültige Nummer LXII.
Das Carnegie Institution for Science rief mit der Bekanntgabe der Entdeckung die Öffentlichkeit dazu auf, bis zum 6. Dezember 2019 Namensvorschläge für die insgesamt 20 neuentdeckten Monde einzusenden. Es sollten entsprechend der Gruppenzugehörigkeit der Monde Namen von Riesen aus der gallischen, der nordischen oder der Inuit-Mythologie sein.
Am 24. August 2022 wurde der Mond durch das Minor Planet Center nach der Riesin Gunnlöð aus der Nordischen Mythologie benannt. Sie ist die Tochter des Eisriesen Suttungr und damit Enkelin des Gilling. Sie war die Wächterin des Skaldenmets Óðrœrir. Odin verschaffte sich Zutritt zu der Kammer in Hnitbjörg, verführte Gunnlöð in der Form einer Schlange und schlief mit ihr drei Nächte lang. Dafür erlaubte sie Odin, drei Gefäße des Skaldenmets mitzunehmen, worauf er daraufhin sofort in der Gestalt eines Adlers floh.
Der Beobachtungszeitraum von Gunnlod erstreckt sich vom 12. Dezember 2004 bis zum 19. Januar 2007; es liegen insgesamt 18 Beobachtungen über einen Zeitraum von drei Jahren vor.

## Bahneigenschaften
Gunnlod umkreist Saturn in drei Jahren und 59 Tagen auf einer elliptischen, retrograden Umlaufbahn zwischen 15.900.925 km und 26.527.634 km Abstand zu dessen Zentrum. Die Bahnexzentrizität beträgt 0,250, die Bahn ist 159,1° gegenüber dem Äquator von Saturn geneigt.
Der Mond ist Bestandteil der sogenannten Nordischen Gruppe von Saturnmonden, die den Planeten mit Bahnneigungen zwischen 145,2° und 177,5° und Bahnexzentrizitäten zwischen 0,130 und 0,580 retrograd umrunden.

## Physikalische Eigenschaften
Gunnlod besitzt einen Durchmesser von etwa 4 km. Die absolute Helligkeit des Mondes beträgt 15,6 m.